# Scaphytopius modicus
Scaphytopius modicus är en insektsart som beskrevs av Hepner 1946. Scaphytopius modicus ingår i släktet Scaphytopius och familjen dvärgstritar. Inga underarter finns listade i Catalogue of Life.